# Eduard Köhler
Eduard Wilhelm Ludwig Köhler (* 18. Dezember 1822 in Altenstadt (Hessen); † 11. Dezember 1882 in Darmstadt) war Großherzoglich-hessicher Architekt und Baumeister.

## Leben
Eduard Köhler wurde als Sohn des Höchster Pfarrers Heinrich Anton Köhler (1784–1858) und dessen Ehefrau Charlotte Friederike Luise Ebenau (1799–1871) geboren und wuchs mit seinen Geschwistern Friedrich Heinrich Carl Ludwig (1817–1898, Pfarrer), Carl Heinrich Philipp Christian (1819–1885, Kreisarzt) und Wilhelm Ludwig (1821–1908) auf.  
Er immatrikulierte sich am 29. Oktober 1841 an der Justus-Liebig-Universität Gießen, schloss das Studium der Bautechnik 1844 mit der Fakultätsprüfung ab und erhielt eine Anstellung als Bauakzessist beim Sekretariat der Großherzoglich-hessischen Oberbaudirektion, wo ihm am 5. März 1850 die Stelle des 2. Sekretärs übertragen wurde. Als Oberbaudirektionssekretär übernahm er im März 1856 die Stelle des Kreisbaumeisters in Bingen.  
In den Jahren zwischen 1859 und 1862 wurde das Alte Rathaus in Nieder-Ingelheim nach seinen Entwürfen gebaut. Es diente bis 1982 als Stadtverwaltung, als am Neuen Markt ein neues Verwaltungsgebäude geschaffen wurde.

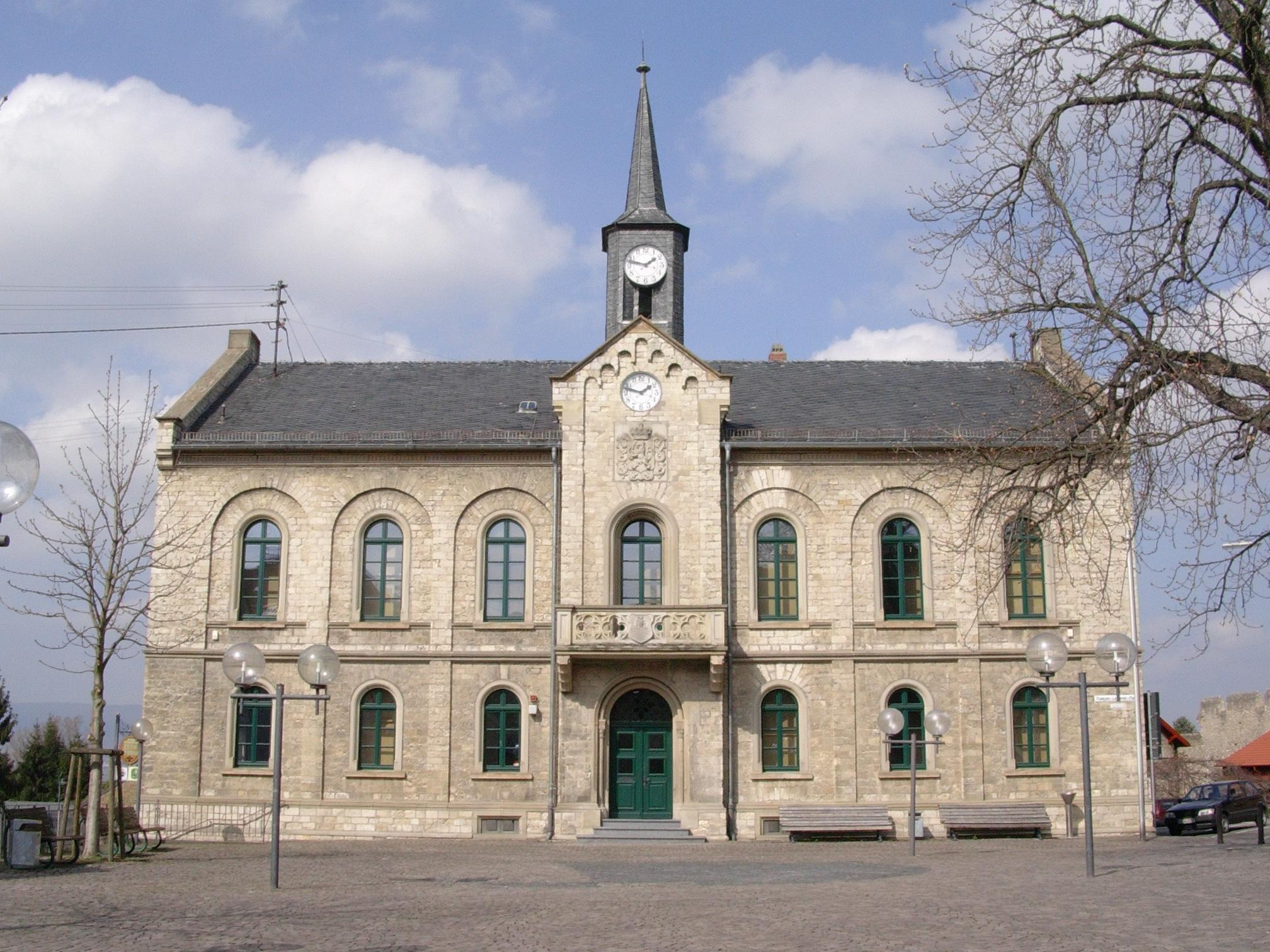
Altes Rathaus in Nieder-Ingelheim, erbaut zwischen 1859 und 1862 nach den Plänen von Eduard Köhler

Köhler wurde zum 1. Juni 1869 nach Darmstadt versetzt. Dort war er bis zum  
11. Dezember 1882 Kreis- und Provinzialbaumeister. Darmstadt war  von 1816 bis 1937 Hauptstadt der Provinz Starkenburg.

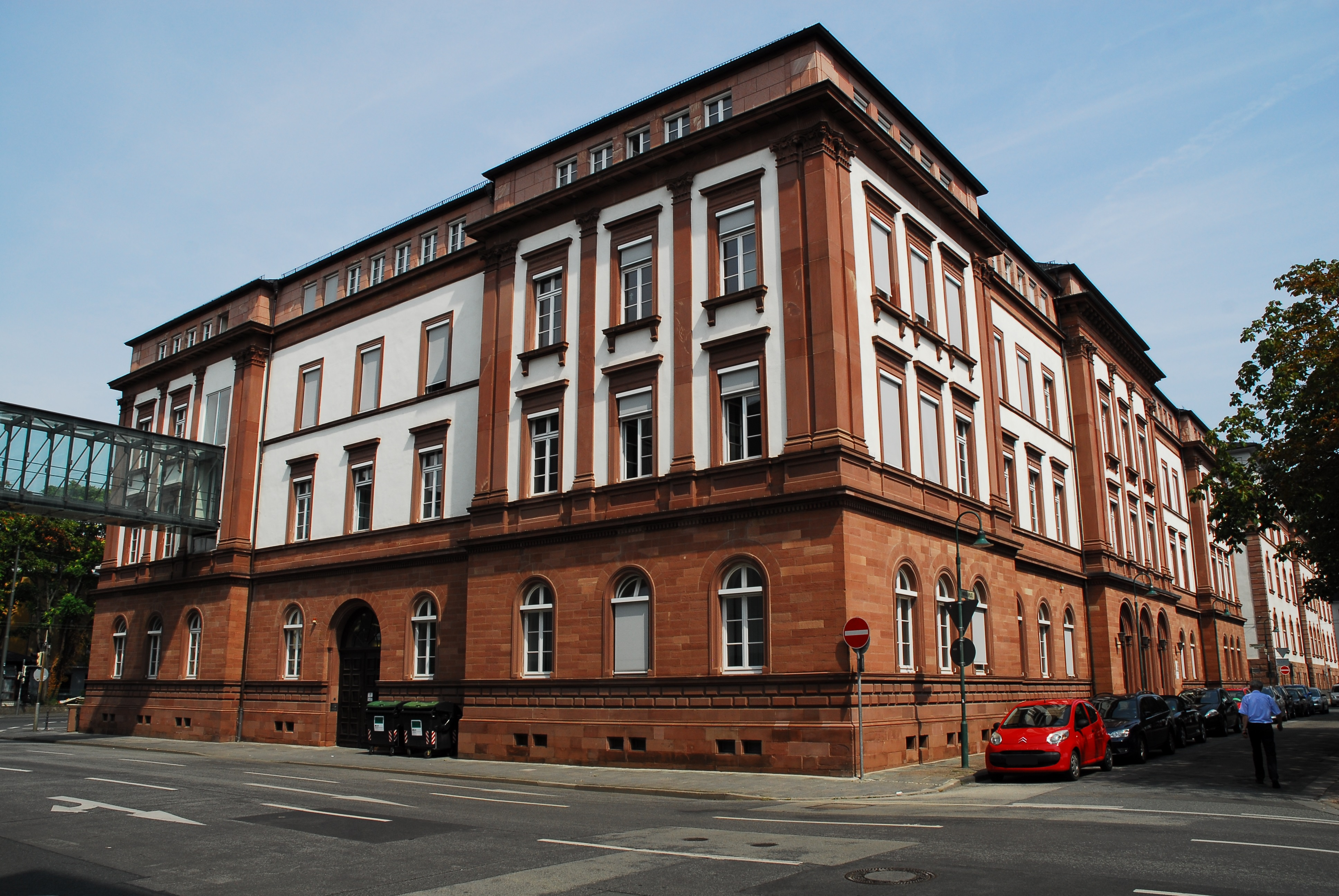
Altes Landgericht Darmstadt: in den Jahren von 1872 bis 1874 nach den Plänen der Architekten Stephan Braden und Eduard Köhler erbaut

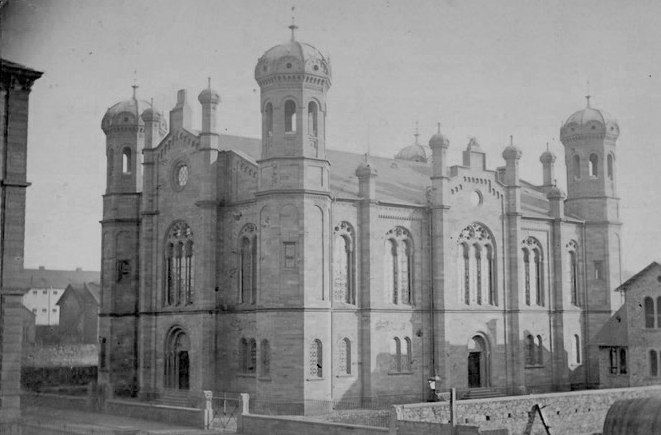
Liberale Synagoge Darmstadt

Die Liberale Synagoge Darmstadt wurde in den Jahren von 1873 bis 1876 nach seinen Plänen errichtet. 
Äußerlich trug sie Synagoge  eines romanischen Baus mit gotischen Fenstern. Im Innern herrschten orientalisch-maurische Einflüsse. Ein weiteres Zeichen für diese Stilmischung war eine große Orgel.

### Familie
Er war verheiratet mit Wilhelmine Kühn (1822–1880). Aus der Ehe ist der Sohn Heinrich (1859–1924), der später Oberbürgermeister von Worms war, hervorgegangen. 

### Auszeichnungen
- 17. Juni 1873 Charakter als Baurat
- 12. September 1882 Verdienstorden Philipps des Großmütigen Ritter I. Klasse.[7]